# Blood on Ice
Blood on Ice is ‘formeel’ het negende studioalbum van de Zweedse band Bathory. Met het schrijven van de teksten was echter al begonnen omstreeks 1987 na het 'Under the Sign of the Black Mark' album. De eerste muziek werd al vroeg in 1988 op band gezet. Gedurende 1988 en 1989 tussen en tijdens de sessies van de albums Blood Fire Death en Hammerheart werden opnames voor het 'Blood On Ice' gemaakt doch deze belandden op de planken omdat Quorthon toentertijd de tijd nog niet rijp vond om een conceptalbum op de markt te brengen dat in die dagen nog een dure dubbel-LP zou worden.
Na aandringen van fans en media besluit Quorthon begin 1996 de oude opnames op te zoeken en na beluistering besluit hij e.e.a. op te poetsen en alsnog uit te brengen. Hij neemt enkele stukken opnieuw op, zoals tweede gitaarpartijen en een aanzienlijke hoeveelheid zang. Het album doet stilistisch aan als een tussenvorm van de ‘Hammerheart’ en ‘Twilight Of The Gods’ albums en aan de opnames van vooral de zang is (te) goed het verschil te horen tussen opnames uit 1988/1989 en 1996. Op het album zijn enkele stukken en ideeën te horen die Quorthon uiteindelijk voor de albums ‘Blood Fire Death’ en ‘Hammerheart’ had gebruikt toen ‘Blood on Ice’ op de planken bleef liggen. Desalniettemin wordt het album door fans en media met open armen ontvangen.

## nummers
1. "Intro" – 1:45
2. "Blood on Ice" – 5:41
3. "Man of Iron" – 2:48
4. "One Eyed Old Man" – 4:21
5. "The Sword" – 4:08
6. "The Stallion" – 5:13
7. "The Woodwoman" – 6:18
8. "The Lake" – 6:42
9. "Gods of Thunder, of Wind and of Rain" – 5:42
10. "The Ravens" – 1:09
11. "The Revenge of the Blood on Ice" – 9:53

## Line-Up
- Quorthon